# 藤田健一
藤田 健一（ふじた けんいち、1975年（昭和50年）4月14日 -）は、日本の元体操選手である。

## 経歴・人物
大阪府大阪市出身。筑波大学卒業。2000年のシドニーオリンピックに出場した。
その他、全日本学生体操競技選手権大会、全日本社会人体操競技選手権大会の個人1位などの成績がある。